# Valdeblore
Valdeblore – miejscowość i gmina we Francji, w regionie Prowansja-Alpy-Lazurowe Wybrzeże, w departamencie Alpy Nadmorskie.
Według danych na rok 1990 gminę zamieszkiwały 664 osoby, a gęstość zaludnienia wynosiła 7 osób/km² (wśród 963 gmin regionu Prowansja-Alpy-W. Lazurowe Valdeblore plasuje się na 437. miejscu pod względem liczby ludności, natomiast pod względem powierzchni na miejscu 40.).